# Black Country, New Road
Black Country, New Road (часто сокращённо BCNR или BC,NR) — английская рок-группа, основанная в Кембридже, Кембриджшир, в 2018 году. Звучание группы, изначально тяготевшее к экспериментальному року и пост-року, эволюционировало вместе с изменением состава участников, вбирая в себя элементы чеймбер-попа, барокко-попа и фолка. На март 2025 года группа выпустила два полноформатных альбома, положительно принятых критиками, релиз третьего альбома запланирован на 4 апреля 2025 года.
Группа привлекла первоначальное внимание благодаря дебютным синглам «Athens, France» и «Sunglasses» в 2019 году, которые сочетали в себе черты экспериментального рока, пост-панка и пост-рока, и сравнивались с музыкой групп Slint и Black Midi. Их дебютный альбом For the First Time, выпущенный в 2021 году, получил широкое признание критиков, был номинирован на премию Mercury Prize и достиг четвёртой строчки UK Albums Chart. В 2022 году Исаак Вуд покинул группу, сославшись на проблемы с психическим здоровьем, за четыре дня до выхода второго альбома группы Ants from Up There. Альбом получил дальнейшее признание критиков и стал коммерческим успехом, дебютировав на третьей строчке UK Albums Chart и попав в ряд итоговых списков в конце года.
После ухода Вуда группа немедленно приступила к работе над новым материалом, при этом Хайд, Эванс и Кершо разделили между собой роль ведущего вокалиста. После гастролей в течение 2022 года группа выпустила в феврале 2023 года концертный фильм Live at Bush Hall (за которым последовал концертный альбом в марте того же года), в который вошли несколько новых композиций и песен, написанных после ухода Вуда.
В декабре 2024 года группа выложила в социальных сетях несколько коротких роликов, в которых звучали отрывки ранее не изданных песен. 30 января 2025 года группа анонсировала новый полноформатный альбом, Forever Howlong, выход которого запланирован на 4 апреля. В январе-марте группа выпустила три сингла с предстоящего альбома.

## История

### 2018 — 2021: Начало карьеры иFor the First Time
В 2015 году Хайд, Эванс, Эллери, Кершо, Уэйн и Исаак Вуд вместе с тогдашним ведущим вокалистом Коннором Брауном и вторым барабанщиком Джонни Пайком сформировали Nervous Conditions — группу из Кембриджа с двумя барабанщиками и похожим, но более импровизационным звучанием, чем Black Country, New Road. После многочисленных обвинений в сексуальном насилии против ведущего вокалиста Брауна, Nervous Conditions распались в начале 2018 года. В 2017 году группа записала полноценный альбом с предварительным названием Zak's Anniversary; однако впоследствии альбом был отложен и официально так и не был издан.
Ансамбль без Брауна и Пайка вскоре вновь собрался как Black Country, New Road, группа из шести человек, названная в честь дороги в Уэст-Мидлендсе в Англии; название было взято после использования кнопки «Случайная статья» в Википедии. Они дали несколько живых выступлений и приобрели некоторую известность на андеграундной сцене Лондона. Их дебютный сингл «Athens, France» был выпущен 18 января 2019 года, в том числе ограниченным тиражом в 250 7-дюймовых синглов на лейбле Дэна Кэри Speedy Wunderground.
В период между выпуском «Athens, France» и их второго сингла «Sunglasses» к группе присоединился седьмой участник — гитарист Люк Марк. Второй сингл был выпущен 25 июля 2019 года на лейбле Blank Editions и имел три разных 7-дюймовых издания: первое было выпущено ограниченным тиражом в 500 копий, и на его обложку была помещена уникальная фотография, размещённая самими участниками группы; второе - ограниченным тиражом в 250 экземпляров с обложкой, изображающей марширующий оркестр; и третье - с неизвестным количеством экземпляров и изображением группы, собирающей первое издание сингла. Сингл получил внимание и признание многих критиков; Stereogum отметил большое разнообразие жанров, повлиявших на трек, и назвал его «дикой поездкой», а Джон Доран из The Quietus похвалил группу как «лучшую во всём мире».
28 октября 2020 года Black Country, New Road подписали контракт с лейблом Ninja Tune и анонсировали свой дебютный альбом For the First Time, который был выпущен 5 февраля 2021 года. Выход альбома сопровождался выходом синглов «Science Fair», который был выпущен 28 октября 2020 года, и «Track X», который был выпущен 11 января 2021 года.

### 2021 — 2022:Ants from Up Thereи уход Исаака Вуда
12 октября 2021 года группа анонсировала свой второй альбом Ants from Up There и выпустила ведущий сингл «Chaos Space Marine». Четыре песни альбома были выпущены в качестве синглов: «Chaos Space Marine», «Bread Song» 2 ноября 2021 года, «Concorde» 30 ноября 2021 года и «Snow Globes» 19 января 2022 года.
3 ноября 2021 года Black Country, New Road отменили свой предстоящий европейский тур из-за болезни участника группы. 3 декабря группа выпустила мини-альбом Never Again, эксклюзивный альбом для лейбла Rough Trade Records с ограниченным тиражом в 1500 копий, в который вошли каверы на песни MGMT, ABBA и Адель.
31 января 2022 года ведущий вокалист и гитарист Исаак Вуд объявил через Instagram группы о своем внезапном уходе из группы, за четыре дня до выхода Ants From Up There, сославшись на проблемы со своим психическим здоровьем. Это привело к отмене запланированного первого тура группы по США. Black Country, New Road объявили, что оставшиеся шесть участников группы уже начали работу над новой музыкой без Вуда, поскольку они знали о запланированном уходе Вуда задолго до того, как об этом было объявлено официально. Из уважения к Вуду группа не будет исполнять музыку из первых двух альбомов вживую, но оставляет Вуду возможность вернуться в будущем, если он того пожелает. Непосредственно перед уходом Вуда Тайлер Хайд отметила, что следующий релиз группы, возможно, не будет иметь форму студийного альбома: «Я знаю, что это не будет альбом в его нормальной форме. Было бы здорово поработать с оркестром; было бы здорово написать музыку к фильму. Это лишь некоторые из идей, которые мы обсуждаем в данный момент». Басист Тайлер Хайд изначально планировала стать новым ведущим вокалистом группы с возможностью разделить обязанности с другими участниками.
Ants from Up There был выпущен 4 февраля 2022 года и получил всеобщее признание критиков. Альбом также дебютировал на третьей строчке UK Albums Chart, что является самым высоким показателем группы на данный момент.

### 2022 — настоящее время: Live at Bush Hall и Forever Howlong
После ухода Вуда группа запланировала и анонсировала европейский тур летом 2022 года, а также тур по Америке в поддержку Black Midi. На своих концертах 2022 года группа исполняла новые, неизданные песни, которые, по словам Льюиса Эванса, были написаны специально для того, чтобы дать группе материал для тура, и могут не появиться в грядущем третьем альбоме.
14 ноября 2022 года группа выпустила второй мини-альбом каверов под названием Never Again Pt. 2, чтобы отпраздновать попадание группы в список альбомов года по версии Rough Trade. Мини-альбом был выпущен ограниченным тиражом в 1500 копий и включает каверы на песни Регины Спектор, Кэролайн Полачек, The Magnetic Fields и Билли Айлиш.
14 февраля 2023 года группа разместила в социальных сетях видео, содержащее тизер чего-то, что «скоро» выйдет 20 февраля. Затем было объявлено, что это будет Live at Bush Hall, запись их выступлений в Bush Hall в Лондоне. Это 52-минутный концертный фильм, который был записан в течение двух дней и полностью состоит из неизданного материала, который группа дебютировала на концертах в 2022 году, знаменуя собой первый релиз новой музыки после ухода Вуда. Концертный альбом выступления был выпущен группой 24 марта 2023 года.
Группа продолжила исполнять новый материал вживую, в июле 2024 года отыграв три концерта в Фалмуте, графство Корнуолл, во время которых исполнялся исключительно новый материал. В ноябре 2024 года группа отправилась в тур по Великобритании и Ирландии в поддержку Nick Cave and The Bad Seeds, а в декабре 2024 года выпустила несколько коротких видео с фрагментами собственных выступлений и кадрами из студии. 30 января группа анонсировала новый полноформатный альбом, выход которого запланирован на 6 апреля 2025 года. Продюсером альбома выступил Джеймс Форд, известный по работе с Arctic Monkeys, Blur, Depeche Mode, Foals, Florence and the Machine, Haim, Gorillaz и др. Альбом был записан в Angelic Studios в графстве Нортгемптоншир летом 2024 года. Ожидается, что альбом продолжит эволюцию звучания группы в сторону менее тяжелого, более фолкового звука.

## Музыкальный стиль и влияния
Black Country, New Road были описаны как центральный элемент новой сцены британских рок-групп, основанной на экспериментальном пост-панке с вокалом в технике sprechgesang — или «разговорным пением», наряду с современниками Black Midi, Squid, Dry Cleaning, Shame, Yard Act и ирландской группой Fontaines D.C.. Группа часто ссылается на других музыкантов в своих песнях, например, в песне «Science Fair» ассоциируя себя с «второй лучшей в мире трибьют-группой Slint». «Track X» отсылает к их дружбе с Black Midi. Группа упоминает Канье Уэста в песне «Sunglasses», а также его песню «Bound 2» в треке «The Place Where He Inserted the Blade». «Chaos Space Marine» и «Good Will Hunting» описывают девушку в «стиле Билли Айлиш». «Athens, France» — в том виде в котором она появляется в альбоме For the First Time — содержит фразы из песни Фиби Бриджерс «Motion Sickness»; оригинальная версия песни также делает отсылку на трек «Thank U, Next» Арианы Гранде.
Дебютный альбом группы For the First Time основан на пост-панке, пост-роке, инди-роке и клезмере. Инструментовка альбома также вдохновлена американским композитором Стивеном Райхом и джазовым музыкантом Орнеттом Коулманом. Вокал Вуда сравнивали с фронтменом Slint Брайаном Макмаханом и ведущим вокалистом The Fall Марком Э. Смитом; на его тексты повлиял американский певец и автор песен Father John Misty, при этом Вуд заявил, что «он не лучший автор текстов в мире, но он совершенно, совершенно честен».
Их второй альбом Ants From Up There был написан с желанием создать более доступное звучание. Жанр альбома описывали как пост-рок, чеймбер-поп и арт-рок. Группа стала «одержимой» канадской инди-рок-группой Arcade Fire во время карантина в Великобритании из-за пандемии COVID-19; несколько критиков сравнили песни «Chaos Space Marine» и «The Place Where He Inserted the Blade» с музыкой Arcade Fire. Black Country, New Road также отмечали, что слушали Курта Вайла и Фрэнка Оушена в поисках вдохновения в процессе написания альбома.
Звучание группы на третьем альбоме, Forever Howlong, описывается как более мягкое и приближенное к фолку и характеризуется использованием множества музыкальных инструментов и многоголосным пением. Участники группы рассказывают, что в процессе работы над альбомом осваивали игру на блокфлейте и кларнете, а сам процесс называют «здоровой конкуренцией» между тремя вокалистками и соавторами песен, вдохновляющей и мотивирующей на написание песен. Участники группы указывают The Band, Джоанну Ньюсом и Wilco как исполнителей, повлиявших на звучание альбома.

## Другие проекты
Группа регулярно выступает вживую с экспериментальной рок-группой Black Midi, гастролируя вместе как Black Midi, New Road. Фронтман Black Midi Джорди Грип сказал о дружбе групп следующее: «Если в том же городе есть еще одна действительно хорошая группа, с которой вы тоже хорошо ладите, нет причин не собраться вместе и не сделать что-нибудь приличное. Просто нужно убедиться, что вы делаете это не просто так и у вас есть веская причина для этого».
Группа сотрудничала с другим лондонским музыкантом Итаном П. Флинном над выпуском концертной версией его песни «Television Show».
Скрипачка Джорджия Эллери — половина экспериментального электронного дуэта Jockstrap, выпустившего 2 мини-альбома и один студийный альбом. Она также сотрудничала с Jamie xx в передаче BBC Radio 3 30 мая 2020 года. Ее актерский дебют состоялся в фильме «Наживка» в 2019 году, который получил награду BAFTA за лучший дебют британского сценариста, режиссёра или продюсера.
Басист группы Тайлер Хайд — дочь основателя Underworld Карла Хайда. Она также выступает сольно под псевдонимом Tyler Cryde.
Барабанщик Чарли Уэйн также был барабанщиком другой британской группы Ugly.
Саксофонист Льюис Эванс выступал и записывался в составе экспериментального ансамбля из трех человек Guildhall Military Orchestra. Он также записал одноименный альбом под псевдонимом Good With Fathers и был приглашённым исполнителем в сингле группы TRAAMS под названием «The Greyhound».
Бывший вокалист группы Исаак Вуд выпустил синглы и записал совместный мини-альбом с Джеймсом Мартином под названием Good Dog vs. Bad Dog под псевдонимом The Guest.

## Состав
Текущий состав
- Тайлер Хайд — бас-гитара (2018-н. в.), бэк-вокал (2018-н. в.), ведущий вокал (2022-н. в.), гитара (2023-н. в.)
- Льюис Эванс — саксофон (2018-н. в.), флейта (2022-н. в.), ведущий вокал (2022-н. в.)
- Джорджия Эллери — скрипка (2018-н. в.), бэк-вокал (2022-н. в.), мандолина (2022-н. в.), гитара, ведущий вокал (2023-н. в.)
- Мей Кершо — клавишные, фортепиано (2018-н. в.), бэк-вокал (2018-н. в.), аккордеон (2022-н. в.), ведущий вокал (2022-н. в.)
- Чарли Уэйн — ударные (2018-н. в.), бэк-вокал (2022-н. в.), банджо (2023-н. в.)
- Люк Марк — гитара (2019-н. в.), бэк-вокал (2022-н. в.)

Бывшие участники
- Исаак Вуд — ведущий вокал, гитара (2018–2022)

Концертные участники
- Нина Лим — скрипка (2021-н. в., время от времени заменяет Джорджию Эллери в турах)

## Дискография

### Студийные альбомы
| Название                                                                                  | Детали альбома                                                                  | Высшая позиция в чартах | Высшая позиция в чартах | Высшая позиция в чартах | Высшая позиция в чартах | Высшая позиция в чартах | Высшая позиция в чартах | Высшая позиция в чартах | Высшая позиция в чартах | Высшая позиция в чартах | Высшая позиция в чартах |
| Название                                                                                  | Детали альбома                                                                  | UK                      | AUS                     | BEL (FL)                | IRE                     | GER                     | NL                      | NZ                      | SWI                     | US Sales                | US Rock                 |
| ----------------------------------------------------------------------------------------- | ------------------------------------------------------------------------------- | ----------------------- | ----------------------- | ----------------------- | ----------------------- | ----------------------- | ----------------------- | ----------------------- | ----------------------- | ----------------------- | ----------------------- |
| For the First Time                                                                        | - Дата выхода: 5 февраля 2021 - Лейбл: Ninja Tune - Формат: LP, CD, кассета, MD | 4                       | 94                      | 52                      | —                       | 44                      | —                       | —                       | —                       | 50                      | —                       |
| Ants from Up There                                                                        | - Дата выхода: 4 февраля 2022 - Лейбл: Ninja Tune - Формат: LP, CD, кассета, MD | 3                       | 6                       | 11                      | 18                      | 10                      | 9                       | 17                      | 25                      | 12                      | 38                      |
| Forever Howlong                                                                           | - Дата выхода: 4 апреля 2025 - Лейбл: Ninja Tune - Формат: LP, CD, кассета, MD  | —                       | —                       | —                       | —                       | —                       | —                       | —                       | —                       | —                       | —                       |
| "—" обозначает запись, которая не попала в чарты или не была выпущена на этой территории. |                                                                                 |                         |                         |                         |                         |                         |                         |                         |                         |                         |                         |

### Концертные альбомы
| Название          | Детали альбома                                                          | Высшая позиция в чартах | Высшая позиция в чартах | Высшая позиция в чартах | Высшая позиция в чартах |
| Название          | Детали альбома                                                          | UK                      | UK Indie                | AUS Dig.                | SCO                     |
| ----------------- | ----------------------------------------------------------------------- | ----------------------- | ----------------------- | ----------------------- | ----------------------- |
| Live at Bush Hall | - Дата выхода: 20 февраля 2023 - Лейбл: Ninja Tune - Формат: LP, CD, MD | 92                      | 10                      | 24                      | 12                      |

### Мини-альбомы
| Название          | Детали альбома                                                                                          | Продажи                        |
| ----------------- | --- | ------------------------------ |
| Never Again       | - Дата выхода: 3 декабря 2021 - Лейбл: Ninja Tune - Выпущено через: Rough Trade Records - Формат: Винил | Ограниченный тираж 1500 копий. |
| Never Again Pt. 2 | - Дата выхода: 14 ноября 2022 - Лейбл: Ninja Tune - Выпущено через: Rough Trade Records - Формат: Винил | Ограниченный тираж 1500 копий. |

### Синглы
| Название               | Год  | Альбом             |
| ---------------------- | ---- | ------------------ |
| «Athens, France»       | 2019 | For the First Time |
| «Sunglasses»           | 2019 | For the First Time |
| «Manchester xx/xx/20»  | 2020 | Неальбомные синглы |
| «Science Fair»         | 2020 | For the First Time |
| «Track X»              | 2021 | For the First Time |
| «Track X (The Guest)»  | 2021 | Неальбомные синглы |
| «Chaos Space Marine»   | 2021 | Ants from Up There |
| «Bread Song»           | 2021 | Ants from Up There |
| «Concorde»             | 2021 | Ants from Up There |
| «Snow Globes»          | 2022 | Ants from Up There |
| «Besties»              | 2025 | Forever Howlong    |
| «Happy Birthday»       | 2025 | Forever Howlong    |
| «For The Cold Country» | 2025 | Forever Howlong    |

### Видеоклипы
| Название                               | Год  | Альбом             | Режиссёр(ы)    |
| -------------------------------------- | ---- | ------------------ | -------------- |
| «Science Fair»                         | 2020 | For the First Time | Барт Прайс     |
| «Track X»                              | 2021 | For the First Time | Барт Прайс     |
| «Bread Song» (Live from Another World) | 2021 | Ants from Up There | Саймон Лейн    |
| «Concorde»                             | 2022 | Ants from Up There | Максим Келли   |
| «Besties»                              | 2025 | Forever Howlong    | Рианна Уайт    |
| «Happy Birthday»                       | 2025 | Forever Howlong    | Лэсли-Энн Роуз |

## Награды и номинации
| Год  | Премия                       | Категория                          | Номинируемая работа | Результат | И.     |
| ---- | ---------------------------- | ---------------------------------- | ------------------- | --------- | ------ |
| 2021 | Mercury Prize                | Альбом года                        | For the First Time  | Номинация | [ 87 ] |
| 2022 | Libera Awards                | Лучший прорывной релиз/исполнитель | For the First Time  | Номинация | [ 88 ] |
| 2022 | AIM Independent Music Awards | Лучший второй альбом               | Ants from Up There  | Номинация | [ 89 ] |
| 2023 | Libera Awards                | Креативная упаковка                | Ants from Up There  | Победа    | [ 90 ] |